# Vasas SC
Maillots
Dernière mise à jour : 10 juillet 2025.
Le Budapesti Vasas SC est un club omnisports hongrois basé à Budapest.
Cet article concerne la section football. Pour la section water-polo, voir Vasas Sport Club (water-polo). Pour la section handball féminin, voir Vasas SC (handball).
Le club possède la particularité d'avoir remporté sept fois la Coupe Mitropa (record).

## Historique
- 1911 : fondation du club sous le nom de Vasas, Vas- és Fémmunkások Sport Clubja
- 1943 : le club est renommé Nemzeti Kinizsi, Nemzeti Nehézipari Munkások Kinizsi Sport Clubja
- 1944 : le club est renommé Vasas, Vasas Sport Club
- 1944 : le club est renommé Nemzeti Kinizsi, Nemzeti Kinizsi Sport Club
- 1945 : le club est renommé Vasas, Vasas Sport Club
- 1948 : le club est renommé Bp. Vasas, Budapesti Vasas Sport Egyesület
- 1957 : le club est renommé Vasas, Vasas Sport Club
- 1957 : 1re participation à une Coupe d'Europe (C1, saison 1957/58), Vasas est éliminé en 1/2 finale
- 1992 : le club est renommé Vasas, Vasas Smirnoff Sport Club
- 1993 : le club est renommé Vasas, Vasas Ilzer Sport Club
- 1995 : le club est renommé Vasas, Vasas Casinó Vigadó Sport Club
- 1997 : le club est renommé Vasas, Vasas Danubius Hotels Sport Club
- 2001 : le club est renommé Vasas, Vasas Sport Club
- 2003 : le club est renommé Bp. Vasas, Budapesti Vasas Sport Club

## Palmarès
- Championnat de Hongrie (6)
  - Champion : 1957, 1961, 1962, 1965, 1966, 1977

- Coupe de Hongrie (4)
  - Vainqueur : 1955, 1973, 1981, 1986
  - Finaliste : 1980, 2000, 2006, 2017

- Championnat de Hongrie de deuxième division :
  - Champion : 2022

- Coupe Mitropa (7)
  - Vainqueur : 1956, 1957, 1960, 1962, 1965, 1970 et 1983
  - Finaliste : 1963

## Anciens joueurs
- Pál Berendi
- Dezső Bundzsák
- Lajos Csordás
- János Farkas
- László Kiss
- László Kubala
- Rudolf Illovszky
- Béla Kárpáti
- Gyula Lóránt
- Ferenc Mészáros
- Kálmán Mészöly
- Sandor Müller
- Eugen Neagoe
- György Orth
- László Sárosi
- Gusztáv Sebes
- Antal Szentmihályi
- Gyula Szilágyi
- József Takács
- Péter Török
- Béla Várady
- Sándor Zombori